# Bulbophyllum apheles
Bulbophyllum apheles är en orkidéart som beskrevs av Jaap J. Vermeulen. Bulbophyllum apheles ingår i släktet Bulbophyllum och familjen orkidéer. Inga underarter finns listade i Catalogue of Life.